# Mateusz Chmieliński
Mateusz Chmieliński (ur. 22 stycznia 1992) – polski lekkoatleta, wieloboista.
Reprezentant Polski w pucharze Europy w wielobojach lekkoatletycznych. Medalista mistrzostw Polski seniorów (srebro w dziesięcioboju w 2013). Dwukrotny Młodzieżowy Mistrz Polski (Opole 2013, Warszawa 2012). Mistrz Polski Juniorów (Toruń 2011) oraz halowy mistrz Polski juniorów (Spała 2011). Zdobywał również medale w kategorii juniorów młodszych.

## Osiągnięcia
| Rok  | Impreza                                | Miejsce | Konkurencja   | Lokata      | Wynik     |
| ---- | -------------------------------------- | ------- | ------------- | ----------- | --------- |
| 2013 | Superliga pucharu Europy w wielobojach | Tallinn | dziesięciobój | 20. miejsce | 7148 pkt. |

## Rekordy życiowe
- Dziesięciobój lekkoatletyczny – 7321 pkt. (2012)